# Jean-Benjamin de La Borde
Jean-Benjamin de La Borde /ʒɑ̃ bɛ̃ʒaˈmɛ̃ də la bɔʁd/ (Parigi, 5 settembre 1734 – Parigi, 22 luglio 1794) è stato un compositore e storico francese, morto ghigliottinato nel corso della Rivoluzione francese.

## Biografia

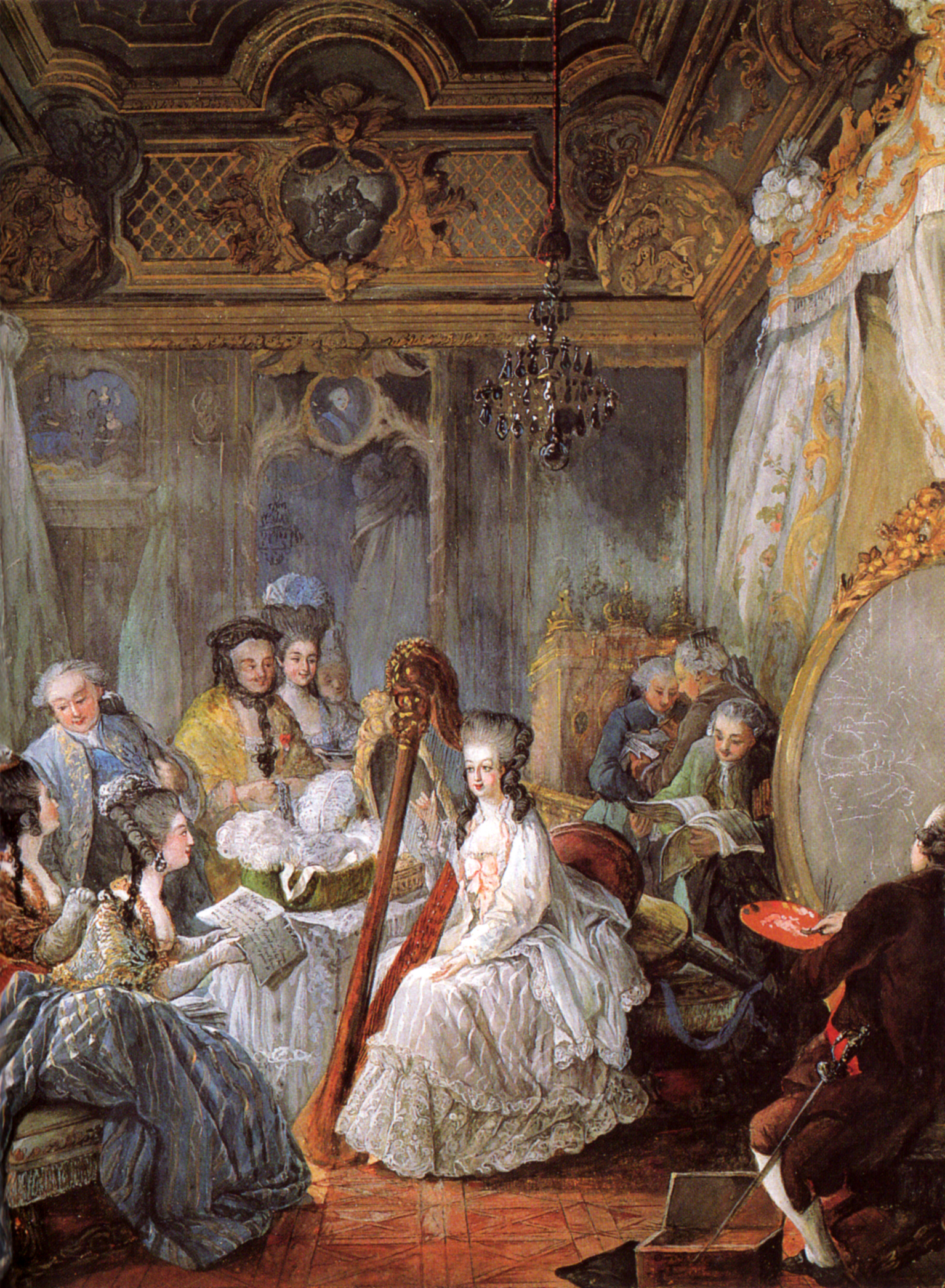
Madame de Vismes fa una lettura alla regina

Figlio del banchiere Jean-François de Laborde e della sua seconda moglie, sposò a sua volta Adélaïde-Suzanne de Vismes (Parigi, 10 novembre 1753 - Parigi, 18 luglio 1832), poetessa e dama di compagnia di Maria Antonietta.
Egli stesso era primo valletto di camera e favorito del re Luigi XV, ricevitore delle finanze e quindi fermier général, studiò il violino e la composizione, mise in scena diverse opere e fece stampare molte composizioni musicali. Editore di chanson e storico della musica agli inizi della sua carriera, intorno al 1780 fece stampare le Tableaux topographiques, pittoresques, physiques, historiques, moraux, politiques, littéraires, de la Suisse da Béat Fidèle Antoine Dominique Zurlauben (1780-1786). Nelle sue Lettres sur la Suisse, adressées à Madame de M*** (1783), fa un racconto epistolare sulla Svizzera del 1781, tradendo un certo risentimento verso Rousseau. Questo è ciò che scrisse da Vevey il 25 luglio 1783:
(Jean-Benjamin de La Borde)
Ammiratore della danzatrice Marie-Madeleine Guimard, partecipò alle rappresentazioni da lei date nel suo Théâtre de Pantin e poi a quello de la Chaussée-d'Antin.
A volte è confuso con un altro fermier général, anche lui ghigliottinato nel 1794, con il quale aveva una relazione di parentela: Jean-Joseph de Laborde.

## Opere

### Scritti
- Essai sur la musique ancienne et moderne, Paris, P. D. Pierres, 1780.
- Voyage pittoresque de la France.
- Mémoires historiques sur Raoul de Coucy,  1781.
- Pensées et maximes, 1791, ed., Paris, Lamy, 1802:
  - « Pourquoi les mêmes égards que l'on se croit dus lorsqu'un grand les refuse, semblent-ils une grâce lorsqu'il les accorde ? » (p. 49)
  - « L'argent est un bon serviteur, mais un mauvais maître.[6] » (pg. 6)

### Opere musicali[7]
- La Chercheuse d'oiseaux (livret de Derozée), Parodie (Mons, 1748)
- Le Rossignol ou Le Mariage secret (livret de Charles Collé), donné le 18 novembre 1751 au Château de Berny puis en 1751 à Paris, au Théâtre de Société
- Gilles, garçon peintre, z'amoureux-t-et-rival (livret d'Antoine Alexandre Henri Poinsinet d'après E. Duni, Le Peintre amoureux de son modèle, 1757), parade et parodie en un acte, donné en privé le 2 mars 1758
- Les Épreuves de l'amour (livret de Louis Anseaume), donné en 1759 à la Foire Saint-Germain à Paris
- Les Trois Déesses rivalles (1760, non représenté)
- Les Bons Amis ou Les Bons Compères (livret de Michel-Jean Sedaine) donné le 5 mars 1761 à l'Opéra-Comique; revu comme L'Anneau perdu et retrouvé le 8 août 1764 à la Comédie-Italienne
- Annette et Lubin (livret de Jean-François Marmontel), pastorale en 1 acte donnée le 30 mars 1762 au Théâtre du maréchal de Richelieu
- Ismène et Isménias ou La Fête de Jupiter (livret de Pierre Laujon), tragédie lyrique en 32 actes donnée le 13 juin 1763 à Choisy puis le 11 décembre 1770 à l'Académie royale de musique
- Le Dormeur éveillé (livret conjoint de Ménilglaise et Laborde), donné le 27 octobre 1764 à Fontainebleau
- Les Amours de Gonesse ou Le Boulanger (« Le Mitron et la mitronne ») (livret de Charles-Simon Favart et Chamfort), opéra bouffon en un acte donné le 8 mai 1765 à la Comédie-Italienne
- Fanny (livret de Chamfort), 1765 (non représenté)
- Thétis et Pélée (livret de Fontenelle, tragédie lyrique en 3 actes donnée le 10 octobre 1765 à Fontainebleau
- Zénis et Almasie (livret de Chamfort et du duc de La Vallière), ballet-héroïque en 1 acte donné le 2 novembre 1765 à Fontainebleau avec Bernard de Bury
- Le Coup de fusil (1766)
- La Madragore (1766)
- Le Revenant (livret de François Guillaume Desfontaines [Fouques]), (1766)
- Pandore (livret de Voltaire et Michel Paul Guy de Chabanon), tragédie lyrique en 5 actes donnée le 14 février 1767 au Théâtre des Menus-Plaisirs
- Amphion (livret d'Thomas), ballet-pastorale-héroïque en 1 acte donné le 13 octobre 1767 à l'Académie royale de musique
- Colette et Mathurin (livret de Desfontaines), 1767
- La Meunière de Gentilly (livret de Pierre-René Lemonnier), comédie meslée d'ariettes en un acte le 13 octobre 1768 à la Comédie-Italienne
- Candide (livret Le Prieur), 1768
- Alix et Alexis (livret de Poinsinet) donné le 6 juillet 1769 à Choisy)
- Le Chat perdu et retrouvé (livret de Louis Carrogis Carmontelle), donné en 1769 à la Comédie-Italienne
- Jeannot et Colin (livret de Desfontaines), 1770
- La Cinquantaine, pastorale en 3 actes donnée le 13 août 1771 à l'Académie royale de musique di Parigi
- Amadis de Gaule (livret de Philippe Quinault), tragédie lyrique en 5 actes donnée le 26 novembre 1771 à l'Académie royale de musique)
- Le Billet de mariage (livret de Desfontaines), donné le 31 octobre 1772 à la Comédie-Italienne
- Adèle de Ponthieu (livret de Jean-Paul-André Razins de Saint-Marc), tragédie lyrique en 3 actes données le 1 décembre 1772 à l'Académie royale de musique) avec Pierre Montan Berton
- Le Projet (livret de Nicolas Étienne Framéry), 1772
- L'Amour quêteur (livret d'Alexandre-Louis-Bertrand Robineau), donné en 1779 à Trianon
- La Chercheuse d'esprit (livret de Favart)
- Choix de chansons mises en musique par M. de La Borde, Paris, Impr. de De Lormel, 1773 (avec planches illustrées de Jean-Michel Moreau (1741-1814)

## Miscellanea
- Histoire abregee de la Mer du Sud ornee de plusiers cartes, 1791
- Carte d'une partie de la Mer du Sud avec des details sur les principles isles de cette mer par Mr. de Laborde, Paris, P. Didot, 1791
- Carte d'une partie de la Nouvelle Hollande et l'isle des Arsacides decouverte par Mrs de Bougainville de Surville et Shortland; et de quelques autres cotes de la Mer du Sud par Mr. de Laborde, Paris, P. Didot, 1791
- Tableaux topographiques, pittoresques, physiques, historiques, moraux, politiques, littéraires de la Suisse, Paris, Closier, 1780 (3 vol.)